# Stazione di Schachen (Gais)
La stazione di Schachen (Gais) (in tedesco Bahnhof Schachen (Gais)) è una fermata ferroviaria nel comune svizzero di Gais sulla linea Altstätten-Gais.

## Storia
La stazione fu attivata il 18 novembre 1911, in occasione dell'apertura della tratta attualmente in esercizio della ferrovia Altstätten-Gais. È situata nei pressi dell'omonima località (Schachen bei Gais) del comune di Gais.

## Strutture e impianti
La stazione dispone di un binario dotato di marciapiede per il servizio passeggeri. È dotata di un piccolo fabbricato viaggiatori.

## Movimento
La stazione è servita da treni a cadenza oraria (e che fermano su richiesta) sulla linea S24 della rete celere di San Gallo.

## Servizi
- Sala d'attesa

## Interscambi
- Fermata autobus (linea B24)[2]